# Інститут історії матеріальної культури ВУАН
Інститут історії матеріальної культури ВУАН — науково-дослідна установа у структурі Всеукраїнської академії наук, Академії наук УСРР (від 1936 року), Академії наук УРСР (від 1937 року),  завданням якої було вивчення історії матеріальної культури на теренах України за всіх суспільно-економічних формацій.
Провадив науково-дослідну діяльність у 1934–1938 роках, до часу реорганізації в Інститут археології АН УСРР

## Історія створення

### Передісторія
З утвердженням диктатури Й. Сталіна та курсу «на прискорене будівництво соціалізму» за умови пріоритетної ролі російського народу у «союзі братніх республік», у владних структур СРСР виникла потреба в коригуванні концептуальних історіографічних засад. Як суб'єктів історії СРСР було введено інші, крім російського, народи, «поневолені царською монархією і визволені від національного гніту Великою Соціалістичною революцією». Вносилися також суттєві корективи у викладення питань історії цих народів у їхніх взаєминах із Росією. «Перехід України під владу Росії» без будь-якої історичної аргументації було «запропоновано» беззастережно тлумачити як «найменше зло» порівняно з альтернативами бути поглиненою  Польщею чи Туреччиною. Ці дії, супроводжувані політичними репресіями, спричинилися до деформації історичної думки в СРСР, підпорядкування її кон'юнктурним ідеологічним вимогам тоталітарного режиму.
Нагнітання атмосфери невпевненості і страху у середовищі української інтелігенції справило деморалізуючий вплив не лише на науковців та викладачів, але й дезорієнтувало молоді кадри істориків. «Ніхто не хотів вчитися на історичному факультеті, — писав О. П. Довженко у щоденнику. — Посилали в примусовому плані. Професорів заарештовували майже щороку, і студенти знали, що таке історія, що історія — це паспорт на загибель». Тоталітаризація держави та суспільного життя стали загальною причиною репресій щодо науковців. Відбувалося не лише фізичне і моральне знищення вчених: перспективні наукові напрями перекривались, система традиційних і перевірених досвідом наукових цінностей руйнувалась, деформувалася етика вченого та структура популяції наукової спільноти.
Для «обґрунтування» репресій був організований процес так званої «Спілки визволення України» (1929—1930 рр.), проведені «чистки» у ВУАН, діяли бригади по перевірці академічних установ. Репресії спрямовувалися, насамперед, проти Історично-філологічного та Соціально-економічного відділів ВУАН. У системі репресій від критики вчених-лідерів та наукової тематики перейшли до реорганізацій, скорочення штатів, закриття установ і арештів співробітників. 1930 року ліквідовано всі серійні видання, що виходили за редакцією М. С. Грушевського: «За сто літ» , «Студії з історії України» , «Український археографічний збірник», «Первісне громадянство та його пережитки на Україні», закрито часопис «Україна». 1931 року М. С. Грушевського,— після арешту, — разом з родиною було депортовано до Москви . Ліквідовано багато комісій Історично-філологічного і Соціально-економічного відділів ВУАН. Звільнені з роботи і заарештовані сотні науковців. Проведені ініційовані владою публічні диспути-шельмування відомих науковців — М. С. Грушевського, К. Г. Воблого, Л. М. Яснопольського, О. П. Оглоблина та ін. 1933 року розгромлений Науково-дослідний інститут історії української культури імені академіка Дмитра Багалія, значна частина його співробітників опинилася в таборах або на засланні. 1933 року був ліквідований Всеукраїнський археологічний комітет (ВУАК). У 1933—1934 рр. ліквідовано всі українознавчі установи ВУАН. Як форми репресій використовувалися заборони займатися дослідницькою діяльністю, викладанням, публікуватися. Репресії зачепили й підготовлені до друку видання. Книги репресованих авторів вилучалися з бібліотек та знищувалися.
Репресії вплинули на якість підготовки наукових кадрів. Різко зменшилася кількість міжнародних контактів.
У червні 1929 року, під час виборів до ВУАН, влада зорганізувала «обрання» академіками номенклатурних працівників (В. П. Затонського, М. О. Скрипника, О. Г. Шліхтера) й «історика-марксиста» М. І. Яворського. Репресії в Академії 1929—1934 рр. засвідчили, що владі вдалося підпорядкувати собі й перетворити на власне знаряддя колишню автономну наукову спільноту. «Вичистивши» із Академії «шкідників», «контрреволюціонерів», «націоналістів», більшовицька влада в середині 1930-х років здійснила реорганізацію наукових установ, зокрема історичного профілю.
Створена раніше владою псевдонаукова Всеукраїнська асоціація марксистсько-ленінських науково-дослідних інститутів (ВУАМЛІН) (1931), що була покликана забезпечувати «марксистські впливи» й керівництво у науці, стала непотрібною. «Марксистсько-ленінською» і керованою стала АН УРСР. Ось чому 23 липня 1936 року рішенням Політбюро ЦК КП(б)У ВУАМЛІН ліквідовувалась, її співробітники або передавались до Академії наук, або спрямовувались на викладацьку роботу.
В роках 1931—1941 посилилась агресивність московського імперіалізму в Україні. У боротьбі окупаційної влади з т. зв, «українським націоналізмом» ВУАН, що була найкращим досягненням доби «Визвольних змагань» і головною фортецею української культури, стала одним з головних об'єктів тяжких ударів. Знекровлена процесом СВУ, Академія збагачується новими кадрами українських учених, що, у свою чергу, зазнають нових репресій. Ознаками цієї боротьби були зміна назви Академії Наук: перетворення її з «Всеукраїнської» на «Академію Наук УСРР». Показовим є і склад співробітників її: 1937 року вона мала лише 60% українців, 21% росіян та І9% інших .
При оцінці події, — організації Інституту історії України та Інституту історії матеріальної культури, — варто врахувати, що протягом тривалого часу суто українська історія розглядалась партійно-урядовими структурами СРСР як щось «заборонене, вороже і контрреволюційне». Сам по собі факт появи спеціалізованих установ з історії України надавав шанси на збереження, хоч і в деформованому вигляді під оболонкою сталінських догматів, але все ж таки історичної пам'яті українського народу.

### Організація інституту
Процес «Спілки визволення України» (1929—1930 рр.) і наступні «чистки» у ВУАН, робота «бригад по перевірці академічних установ» супроводжувалися репресіями, насамперед, проти Історично-філологічного і Соціально-економічного відділів ВУАН. Розпочавши із критики вчених-лідерів і наукової тематики радянська влада перейшла до реорганізації, скорочення штатів, а згодом до закриття установ і арештів співробітників. 1930 року зліквідовано всі серійні видання, що виходили за редакцією М. С. Грушевського: «За сто літ», «Студії з історії України», «Український археографічний збірник», «Первісне громадянство та його пережитки на Україні», закрито часопис «Україна». 1931 року — після нетривалого арешту — М. С. Грушевський разом з родиною був депортований до Москви.
У 1931 — 1932 роках ліквідовано багато комісій Історично-філологічного і Соціально-економічного відділів ВУАН. Звільнені з роботи і заарештовані сотні людей. Відбулася ініційована владою серія публічних диспутів-шельмувань відомих науковців — М. С. Грушевського, К. Г. Воблого, Л. М. Яснопольського, О. П. Оглоблина та ін. У Харкові 1933 року розгромлений Науково-дослідний інститут історії української культури імені академіка Дмитра Багалія, значна частина його працівників заарештована й репресована.
Інститут створювався 1934 року в Києві на базі ліквідованих Всеукраїнського археологічного комітету, Кабінету антропології та етнології імені Ф.Вовка, Культурно-історичної комісії ВУАН і деяких інших установ ВУАН.
19 лютого 1932 року на засіданні партійної частини президії ВУАН у Києві було розглянуте питання і прийняте рішення «про створення Інституту історії та Інституту історії матеріальної культури».
Згідно з цією постановою, Інститут історії матеріальної культури мав «служити за наукову базу отаких катедр:

а) Передісторії України (акад. Д. І. Яворницький),

б) Української етнографії (акад. [Ф. М.] Колесса),

в) Історії укр[аїнської] літератури часів феодалізму (акад. В. М. Перетц),

г) Історії укр[аїнської] літератури часів промисл[ового] капіталіз[му] та імперіялізму (акад. [К. Й.] Студинський),

д) Красного письменства (акад. П. Г. Тичина),

е) Білоруської літератури (акад. Я. Купала),

є) Східнього письменства та культури (акад. А. Ю. Кримський),

ж) Історії українського мистецтва (акад. О. П. Новицький),

з) Загального мистецтва (акад. Ф. І. Шміт),

и) Народньої словесности (вакансія),

і) Шевченкознавства,

к) Музикознавства,

л) Історії західньо-європейської літератури,

м) Історії української пожовтневої літератури»,

а також «усуспільнити комісії:

а) Культурно-історичну,

б) ВУАК,

в) Археологічний музей,

г) Етнографічну з кабінетом радянського села,

д) Музей етнографії,

е) Укр[аїнського] письменства феодальної доби,

ж) Зв’язку української літератури з закордоном,

з) Української літератури доби промислового капіталізму,

і) Редакційний комітет для видання творів Т. Г. Шевченка,

и) Каб[інет] арабо-іранської філології,

к) Тюркологічну комісію,

л) Театральний музей,

м) Кабінет порівняльного музикознавства,

н) Комісію масового революційного мистецтва,

о) Комісію дитячої творчости.»  .

## Наукові видання
Виходили «Наукові записки Інституту історії матеріальної культури Всеукраїнської Академії наук». Вийшло друком
6 випусків (1934 — кн. 1 і 2; 1935 — кн. 3—4, 5—6; 1937 — кн. 1 і 2) накладом 800 (випуски 1934) і 1 тис. примірників. Відповідальні редактори записок — Ф. Козубовський (1934, 1935) та М. Ячменьов (1937). На сторінках збірників наукових праць друкувалися статті й повідомлення здебільшого археологів та етнографів інституту, рецензії на праці зарубіжних і вітчизняних авторів, присвячені історії матеріальної культури, огляди останньої історичної літератури, серед іншого й іноземної, хронікально-інформативний матеріал. Випуски відзначалися різноманітністю порушених у них тем. У наукових записках вміщені праці, присвячені здебільшого історії матеріальної культури античної доби та середніх віків. Хронікально-інформативний матеріал повідомляв про останні найважливіші досягнення інституту, серед іншого про багаторічні експедиційні роботи, пов’язані з розкопками палеолітичних стоянок у с. Пушкарі та м. Новгороді-Сіверському на Чернігівщині, поселень трипільської культури, давньоруських пам’яток у Києві й Вишгороді та ін., про етнографічні й антропологічні експедиції, також і закордонні, більшість з яких здійснювалася в співдружності з археологами Москви і Ленінграда (нині Санкт-Петербург) .

## Керівництво інституту
Директором впродовж 1934—1936 років був Ф. Козубовський, 1936—1938 — М. Ячменьов (виконувач обов'язків).